# Jürgen Lossau
Jürgen Lossau (* 1960 in Wolfenbüttel) ist ein deutscher Fernsehproduzent, Redakteur, Autor und Journalist.

## Leben

### Allgemeine Tätigkeit als Journalist, Redakteur und Fernsehproduzent
Lossau begann nach dem Abitur ein zweijähriges Redaktionsvolontariat beim WDR. 1983–87 absolvierte er ein Studium der Soziologie, Journalistik und VWL in Hamburg. Von 1983 bis 1992 arbeitete Lossau als Autor für zahlreiche Zeitungen wie die Frankfurter Rundschau, FAZ, Die Zeit, taz oder auch Esquire. 1987 wurde er Chefredakteur für das Regionalprogramm Hamburg Tele 5. Er arbeitete in erster Linie für den NDR, das ZDF und den MDR. 1997 wurde lossau.tv in Wolfenbüttel gegründet, die 2006 in den Kulturbahnhof der Stadt zog. Seit 1999 ist Lossau mit befife, der Neuen Berliner Film- und Fernsehmanufaktur GmbH auch in Berlin tätig.
Zu seinen bekanntesten selbst realisierten Filmen zählen Der Rollei-Click, Geschichten einer Foto-Marke von 1998, außerdem Sechs Damen vom Grill (2006) über eine muntere Wolfenbütteler Imbisswagentruppe, die nur aus Frauen besteht. Viele Jahre lang produzierte Lossau die Spots für die ZDF-Sendung Der große Preis. Von 1995 bis 1999 konzipierte und produzierte Lossau im Auftrag des Saarländischen Rundfunks SR den ARD-Ratgeber: Mode mit 25 Folgen für das Erste Deutsche Fernsehen.
Sein Film Sechs Menschen und eine Flasche über die Wolfenbütteler Spirituosen-Marke Jägermeister erhielt 2003 den zweiten Preis beim Journalistenwettbewerb Mittelstand.
Als Fachjournalist für Wirtschafts- und Verbraucherthemen arbeitete Lossau für den ARD-Ratgeber Technik (2004 erschien sein Buch Mehr Sicherheit für Ihr Kind im Heel Verlag als Kooperation mit der ARD), für die Politmagazine Panorama (NDR) und Fakt (MDR) sowie für Spiegel TV (RTL).

### Tätigkeit im Bereich analoge Photographie und Schmalfilm
Seit 2004 war Lossau auch Chefredakteur der Zeitschrift Schmalfilm, 2005 gründete er die englischsprachige Ausgabe Smallformat. Beide Zeitschriften erschienen bis 2013 im Berliner Fachverlag Schiele & Schön. Lossau ist Autor von Fachbüchern mit Katalogteil, Filmkameras (2000), Der Filmkamera-Katalog (2003) und Filmprojektoren (2005).
2009 entwickelte Lossau das Konzept für die Filmzeitschrift Zoom – Das Magazin der Filmemacher, die sich an versierte Amateure, Studenten und Profis richtet. Sie erschien von August 2009 bis April 2014 sechsmal jährlich. Lossau gründete 2012 das Fotomagazin camera, das bis April 2016 erschien. Sein Magazin Camerawoman erschien 2015/16 in 4 Ausgaben.
Bei seiner Filminstallationen stadtflimmern werden 50 bis 100 Super-8-Projektoren  eingesetzt, um die Geschichte einer Region mit Filmstreifen aus den 1970er Jahren wieder aufleben zu lassen. Solche Installationen fanden bisher in Hamburg, Berlin, Nürnberg, Hannover und Wolfenbüttel statt.
2017 gründete Lossau, finanziert über ein erfolgreiches Crowdfunding-Projekt bei Kickstarter, die Web-Plattform www.super8.tv. Dort erscheinen Beiträge und Filme rund um das Thema Schmalfilm. Im gleichen Jahr eröffnete er in Berlin unter dem Namen click & surr das einzige deutsche Fachgeschäft, das auf analoge Fotografie und Filmerei spezialisiert ist. Der Laden befindet sich in einer alten Schlachterei von 1880.